# Salar de Pujsa
El salar de Pujsa es un salar tipo playa con lagunas superficiales ubicado en la Región de Antofagasta al suroeste del salar de Tara y separado por un cordón de montañas de la cuenca del salar de Atacama. 

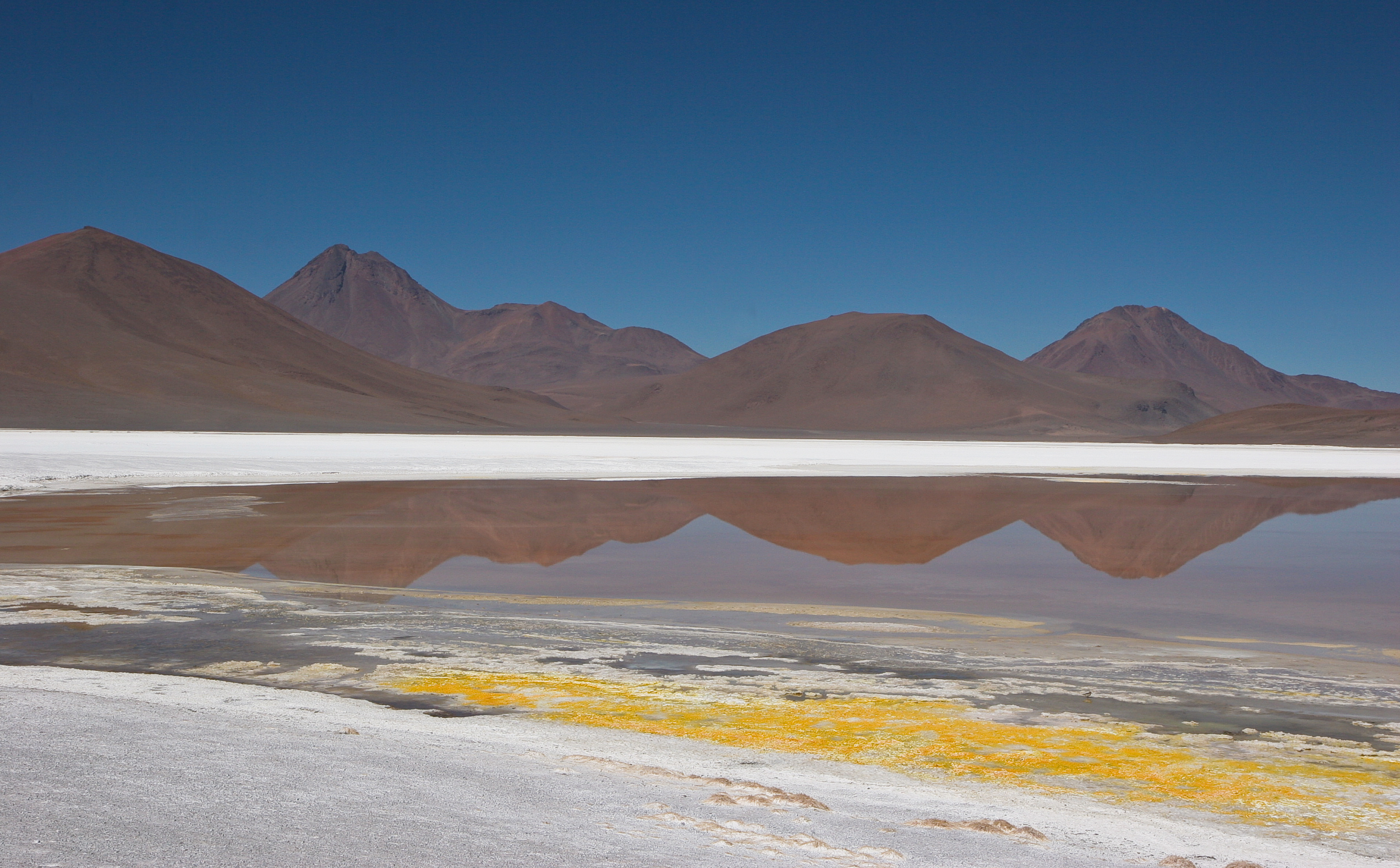
Salar de Pujsa con el volcán Acamarachi en el fondo

## Ubicación y descripción
El salar de Pujsa es un salar ubicado a 83 kilómetros de San Pedro de Atacama y al noreste del volcán Acamarachi, en un sector aislado dentro de la reserva nacional Los Flamencos.
Sus características morfométricas y climatológicas más relevantes son:: II-111 
- altura: 4500 m
- superficie de la cuenca: 634 km²
- superficie del salar: 18 km²
- superficie de las lagunas 1-10 km²
- precipitaciones: 150 mm/año
- evaporación potencial: 1500 mm/año
- temperatura media: 1 °C

## Historia
Luis Risopatrón lo describe en su Diccionario Jeográfico de Chile: 708 
Pujsa (Salar de). 23° 12' 67° 31' Se encuentra a 4 527 m de altitud, al N del de Aguas Calientes. 134; i 156; laguna Cuesa en Mapa 1 Arjentino de Límites, 1 : 1 000 000 (1900).

## Población, economía y ecología
El salar recibe las aguas de los arroyos Quepiaco y Alitar y fue declarado sitio Ramsar en 2009. Las aves que migran a través de los hemisferios utilizan el salar y las tierras circundantes como área de descanso, incluido el falaropo de Wilson. La flora que se encuentra aquí es similar a la de las zonas de Tara y Aguas Calientes, caracterizada por bofedales, especies de Parastrephia y coirón (Festuca gracillima), que se puede observar en terrenos planos y montañosos. La fauna incluye vizcachas, tucotucos de Atacama, zorros culpeo, cuyes, flamencos andinos y chilenos, ñandúes, cóndores y águilas, entre otros.